# 貝尼哈瓦
36°32′N 1°34′E / 36.533°N 1.567°E

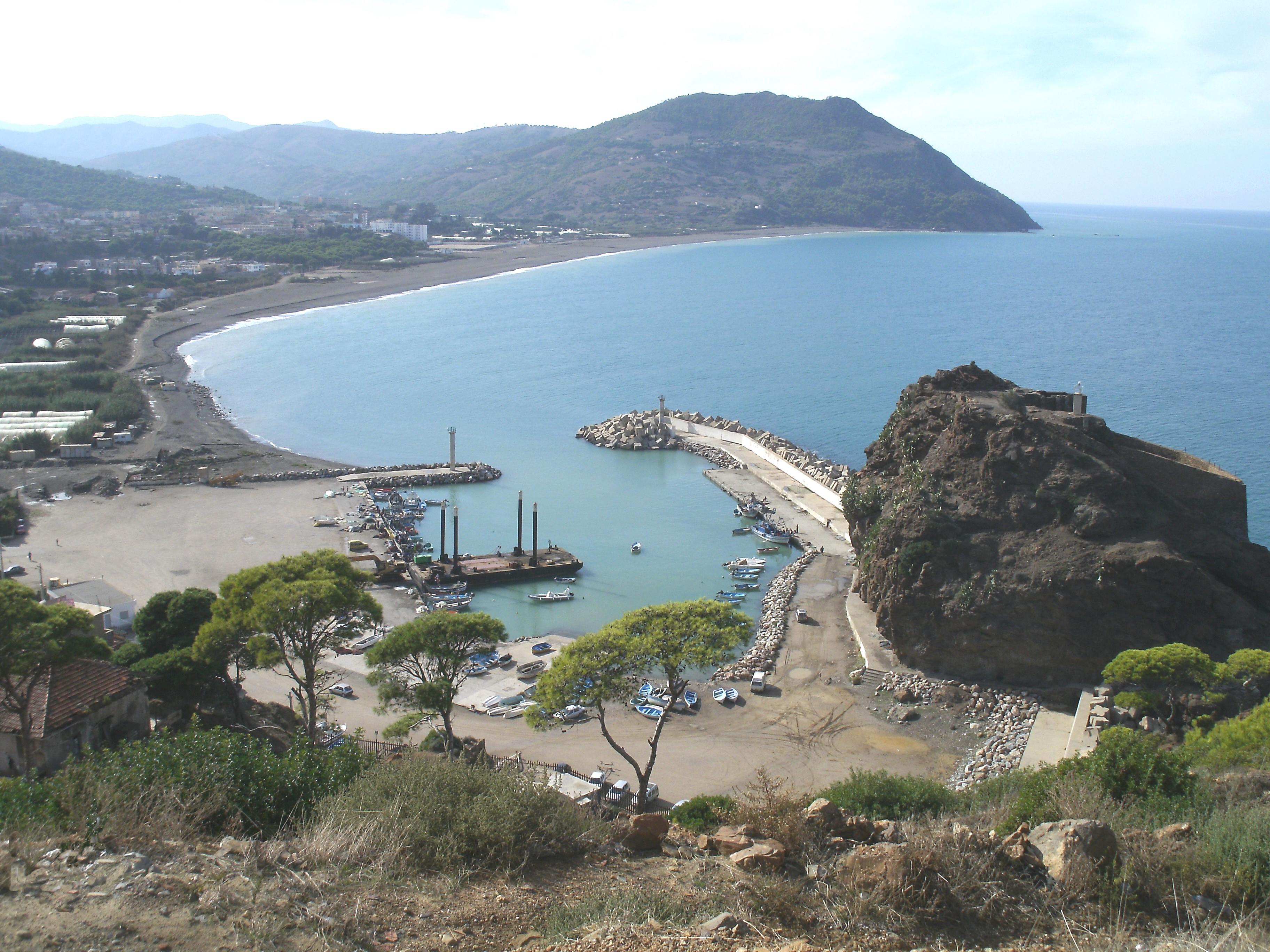
貝尼哈瓦

貝尼哈瓦（阿拉伯语：‎）是阿爾及利亞的城鎮，位於該國北部，由謝里夫省負責管轄，面積102平方公里，2008年該城鎮人口20,853，人口密度每平方公里204人。